# Цитадель Дамаска
Цитадель Дамаска (араб. قلعة دمشق, латиніз. Qalʿat Dimašq) — міська фортеця в Дамаску, споруджена в епоху аюбідів.

## Історія
Будівництво першої цитаделі у Дамаску почалося за римського імператора Діоклетіана (284–305). До цього висновку науковці прийшли завдяки аналізу техніки будування та оздоблення. У візантійські часи та ранній ісламський період укріплення було розбудоване на захід. За історичними документами X століття відомо, що стара цитадель була зруйнована.
1071 року сельджуцький правитель Атсіз ібн Увак вирішив спорудити нову цитадель, проте вже 1078 року влада перейшла до Тутуша I, який довершив цю справу. Сельджуцька цитадель була зроблена у формі римського каструма. З усіх чотирьох боків були споруджені брами. Будівельні роботи проходили з 1076 по 1095 рік. Всередині цитаделі було також збудовано резиденцію «Дім троянд».
Після землетрусів 1201 та 1202 років цитадель зазнала руйнувань і спадкоємець Саладіна аль-Аділ 1203 року ухвалив рішення про відновлення оборонних споруд. Нові укріплення було інтегровано у старі, що вціліли після землетрусів.
Під час облоги монголів 1260 року великих пошкоджень від катапульти зазнала західна стіна цитаделі. Багато палацових приміщень згоріли в пожежі. Після захоплення Дамаска монголи наказали зруйнувати цитадель, і майже вся північна сторона була розібрана.
За часів мамлюкського султана Кутуза знову почалася відбудова цитаделі. Кутуз наказав добудувати вежі та мури з північного боку.
1298 року монголи знову напали на Дамаск. Правитель Дамаска Аль-Дін організував оборону цитаделі й не дав можливості монголам використати катапульти. Заради цього він обкидав навколишні будови гранатами, наповненими олією. Окрім того, він послав найманих вбивць знищити ватажка монголів. 1309 року, за Аль-Насира Мухамеда було усунуто пошкодження цитаделі, спричинені другою монгольською облогою.
24 березня 1401 року, після того, як місто Дамаск здалося Тамерланові, той обложив цитадель Дамаска, де ще залишалися оборонці міста. Тамерлан розбив стіни цитаделі за допомогою вогню та оцту. Більша частина укріплень тоді згоріла. Та вже 1405 року зовнішній пояс оборони було відбудовано.
У XVIII столітті цитадель знову постраждала від землетрусу. Справу відновлення цитаделі взяв на себе султан Мустафа III. Відновлювальні роботи було завершено 1761 року. З часом цитадель втратила своє військове значення. А 1875 року було засипано рів, що мав ширину 18 м і глибину 4,5 м.
До 1984 року цитадель використовувалася як казарма і в'язниця. У середині 1980-их років було розпочато тривалі реставраційні роботи, відбудовано південно-західну вежу за зразком південно-східної. 1987 року проходила реставрація західної сторони. Завершена реставрація північної та східної сторони.
Але наразі (стан: липень 2013 року) екскурсії не проводяться через реставраційні роботи, які далі тривають.

## Галерея

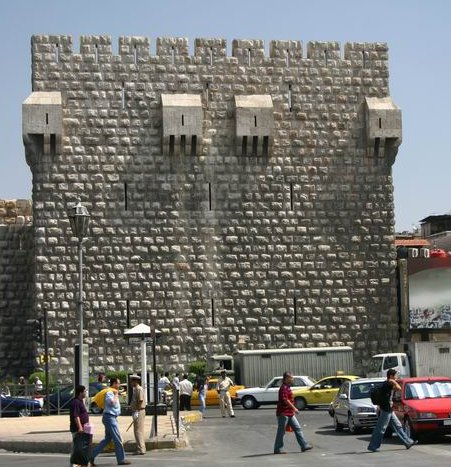
Південно-західна вежа
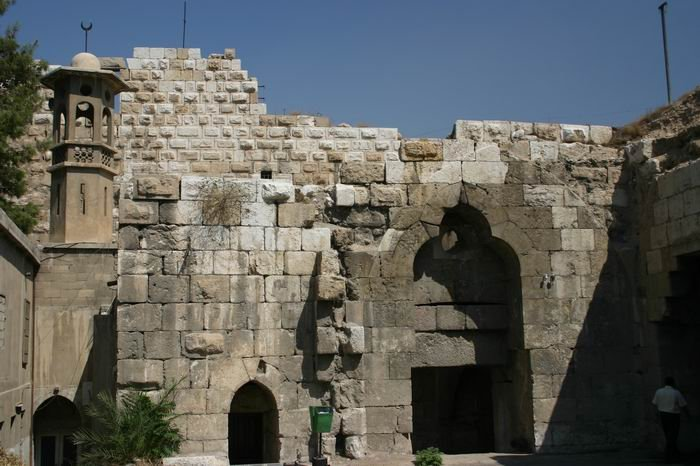
Північна вежа
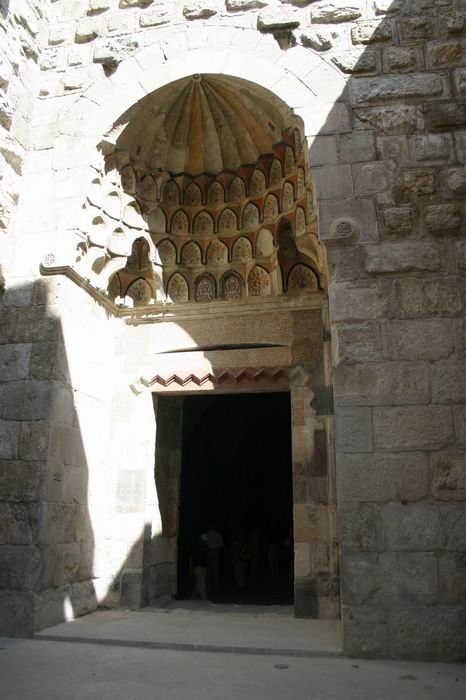
Деталь на східній брамі
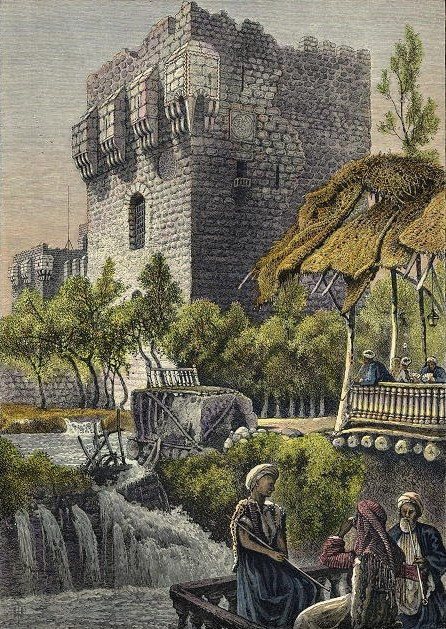
Цитадель у 1881 році, малюнок
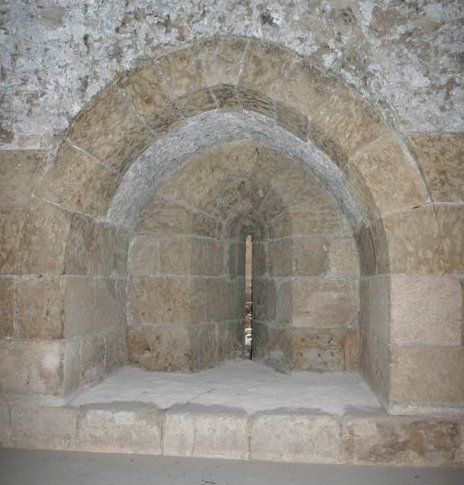
Амбразура в південній куртині
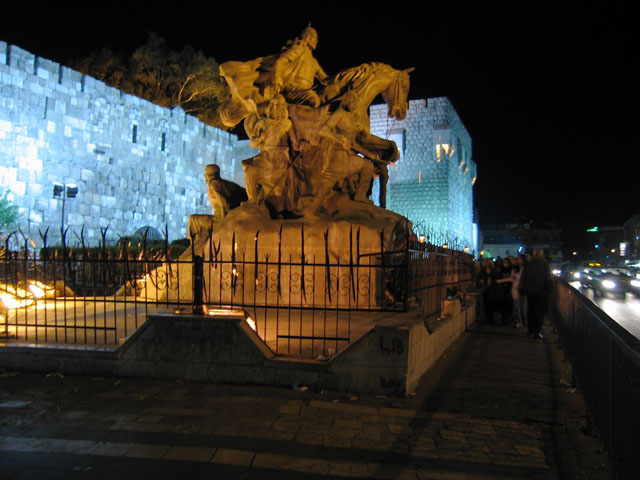
Пам'ятник Саладіну